# Yangtzeflodens översvämning 1998
Yangtzeflodens översvämning 1998 (kinesiska: 1998年中国洪水) var en större översvämning i Kina som varade mellan juni och september 1998. Cirka 4 000 människor dödades, 14 miljoner blev hemlösa och kostnaderna för de materiella skadorna uppskattades till motsvarande 24 miljarder amerikanska dollar.

### Fotnoter
1. ↑  Pbs.org. "Pbs.org Arkiverad 19 augusti 2014 hämtat från the Wayback Machine.." Great wall across the Yangtze. hämtdatum:26 september 2014